# Haparanda

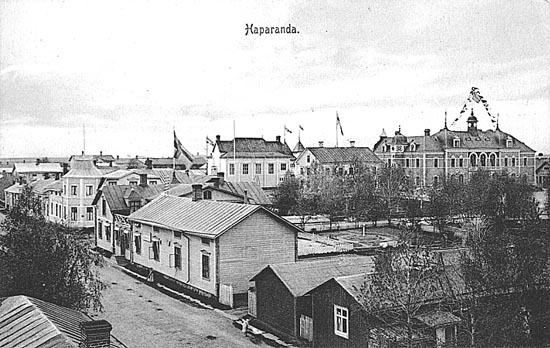
Postkarte von 1910

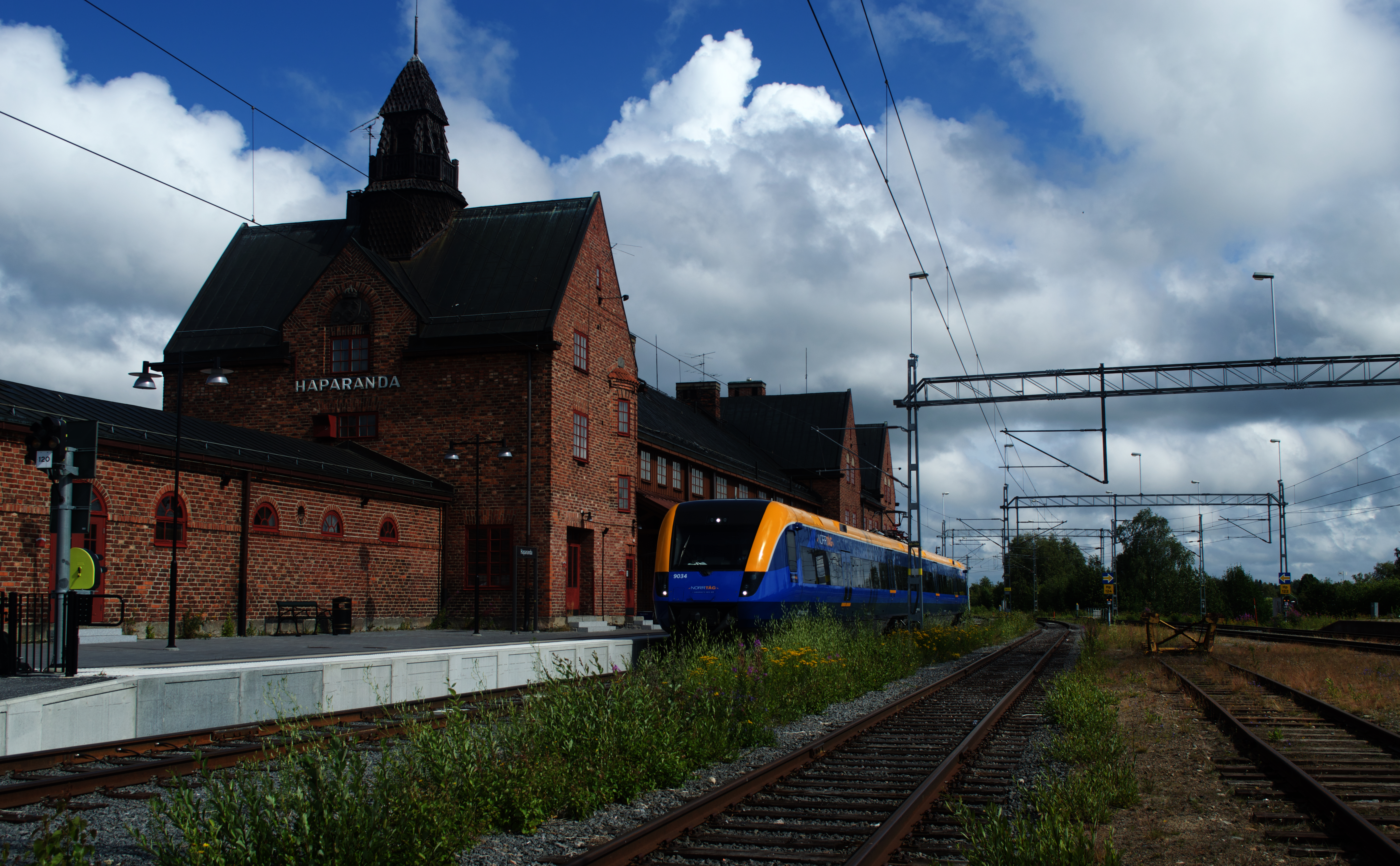
Bahnhof Haparanda

Haparanda, finn. Haaparanta [ˈhɑːpɑˌrɑntɑ] (dt. ‚Espenstrand‘), ist ein Ort in Schweden. Er ist Hauptort und Namensgeber der Gemeinde Haparanda.

## Geografie
Haparanda liegt an der Mündung des Torneälv in den nördlichen Bottnischen Meerbusen. In direkter Nachbarschaft liegt jenseits der schwedisch-finnischen Staatsgrenze die Stadt Tornio (schwed. Torneå).

## Geschichte
Tornio war schon im Mittelalter einer der bekanntesten Marktflecken der Nordkalotte. Die Stadt wurde 1621 gegründet und entwickelte sich zu einer bedeutenden Handelsstadt. Als Schweden durch den Frieden von Fredrikshamn 1809 seine finnischen Territorien verlor, wurde längs des Torneälv und Muonioälv die neue Grenze gezogen. Das Dorf Haparanda by mit sieben Bauernhöfen lag nun auf der schwedischen, die Stadt Tornio dagegen auf der finnischen (russischen) Seite der neuen Grenze.
Der Verlust von Tornio führte schnell zu Bestrebungen, auf der schwedischen Seite der Grenze eine neue Stadt zu gründen. Nach einem Beschluss des schwedischen Königs Karl XIII. vom 20. Mai 1812 sollte die Stadt nach dem Thronfolger Karl Johann benannt werden: Carl-Johans stad und westlich vom Dorf Nikkala, an der Küste ungefähr zehn Kilometer von Tornio und der neuen Grenze entfernt, gebaut werden.
Die Bürger und Handwerker, von denen nun erwartet wurde, dass sie nach Carl-Johans stad ziehen sollten, waren jedoch von der Lage dieser neuen Stadt wenig begeistert. Dies führte dazu, dass Carl-Johans stad nach neun Jahren (1821) lediglich 21 Einwohner hatte und somit ein reines Schreibtischprodukt geblieben war. Das Interesse richtete sich stattdessen immer mehr auf das in direkter Nähe zu Tornio und der Landesgrenze gelegene Dorf Haparanda. Auf dem Boden eines der Bauernhöfe wurde 1821 ein „köping“ (Haparanda köping) gegründet, d. h. das Gebiet bekam Marktrechte und auch bald eine stadtähnliche Planung.
Seinen ursprünglichen Plan hatte der Staat jedoch längst nicht aufgegeben. 1821 wechselte man den Namen Carl-Johans stad in Haparanda stad; diese sollte aber immer noch westlich von Nikkala und relativ weit von der Grenze entfernt errichtet werden. Es gab also zu dieser Zeit verwirrenderweise drei Orte mit dem Namen Haparanda, eine (eigentlich nicht-existente) Stadt 10 km von der Reichsgrenze entfernt, ein kleines „köping“ nahe der Reichsgrenze und außerdem noch das direkt außerhalb des „köping“ liegende Bauerndorf. Erst 1842, nachdem die Bürger des „köping“ Stadtrechte erworben hatten, wurde der Beschluss von 1812 letztendlich aufgehoben und das „köping“ zur Stadt erhoben.
In beiden Weltkriegen spielte Haparanda eine wichtige Rolle bei verschiedenen Grenzvorkommnissen sowie bei der Aufnahme von Flüchtlingen.
Heute bilden Haparanda und Tornio eine Zwillingsstadt.

## Sprache
Haparanda war (wie früher auch Tornio) schon um die Mitte des 19. Jahrhunderts eine überwiegend schwedischsprachige Stadt, obwohl in der umgebenden Landschaft zu derselben Zeit so gut wie ausschließlich Finnisch gesprochen wurde. Noch bis Mitte des 20. Jahrhunderts wurde die Stadt Haparanda in sprachwissenschaftlichen Werken als eine „schwedische Sprachinsel“ bezeichnet. Wegen späterer Einwanderung ist heute ein großer Teil der Bevölkerung finnischsprachig – es handelt sich dabei in erster Linie um Standardfinnisch, und nicht um die regionale Varietät Meänkieli.

## Wirtschaft
Am 15. November 2006 eröffnete der Möbelkonzern Ikea sein weltweit nördlichstes Möbelhaus in Haparanda. Die Stadt erwartet im Umfeld des Publikumsmagneten Ikea weitere positive wirtschaftliche Effekte und neue Arbeitsplätze. In einem Umkreis von 130 km um Haparanda wohnen rund eine halbe Million Menschen.
Haparanda ist – neben Malmö, bzw. der Öresundbrücke samt Touristeninformation – die einzige Stadt in Schweden, in deren Geschäften aufgrund der Nähe zum Euroland Finnland mit dem Euro bezahlt werden kann.

## Verkehr
Haparanda liegt am nördlichen Ende der Europastraße 4, die von Helsingborg im Süden Schwedens bis Haparanda/Tornio verläuft.
Für den Fahrradverkehr ist Haparanda an den Ostseeküsten-Radweg angeschlossen, welcher als europäische EuroVelo-Route EV 10 die Ostsee umrundet.
Haparanda liegt an der Bahnstrecke Boden–Haparanda. Wegen der breiteren finnischen Spurweite führt ein Mehrschienengleis über die Grenze ins benachbarte Tornio. Hier verkehren derzeit ausschließlich Güterzüge, da der Personenverkehr auf dem Abschnitt Tornio–Haparanda am 29. Mai 1988 und zwischen Boden und Haparanda am 17. August 1992 eingestellt wurde. Der Personenverkehr wurde zum 1. April 2021 mit täglich 3 Zugpaaren zwischen Boden und Haparanda mit einem Zwischenhalt in Kalix wieder aufgenommen. Eine Verlängerung bis Tornio wird diskutiert.

## Sport
In Haparanda beheimatet ist der Bandyverein Haparanda-Tornio Bandy, der aus einer Spielgemeinschaft der Vereine Haparanda SKT sowie Tornion Palloveikot von der anderen Flussseite entstand. Zwischen 2009 und 2011 spielte er zwei Jahre lang in der ersten schwedischen Liga. Der Eishockeyklub Asplöven HC hat seit 1972 seinen Sitz in Haparanda.
Zusammen mit der finnischen Stadt Oulu trug Haparanda die Bandy-Weltmeisterschaft 2001 aus.

## Persönlichkeiten
- Gun Kessle (1926–2007), Fotografin, bildende Künstlerin und Autorin
- Hans Stiglund (* 1955), lutherischer Bischof
- Marianne Racine (* 1956), Jazzmusikerin
- Tomas Johansson (* 1962), Ringer
- Ann-Marie Ljungberg (* 1964), Autorin
- Pär Hulkoff (* 1980), Metalmusiker aus Karungi
- Ida Karkiainen (* 1988), Politikerin
- Raubtier, Industrial-Metal-Band

## Klimatabelle
|                       | Jan   | Feb   | Mär   | Apr  | Mai  | Jun  | Jul  | Aug  | Sep  | Okt  | Nov  | Dez   |   |      |
| Mittl. Tagesmax. (°C) | −8,0  | −7,4  | −2,5  | 3,4  | 10,4 | 17,2 | 19,6 | 17,2 | 11,5 | 5,2  | −1,3 | −5,6  | ⌀ | 5    |
| Mittl. Tagesmin. (°C) | −16,7 | −15,9 | −11,4 | −4,6 | 1,7  | 8,4  | 11,1 | 9,2  | 4,6  | −0,3 | −7,4 | −13,8 | ⌀ | −2,9 |
|                       |       |       |       |      |      |      |      |      |      |      |      |       |   |      |
| Niederschlag (mm)     | 44    | 32    | 35    | 29   | 32   | 41   | 49   | 65   | 66   | 64   | 59   | 42    | Σ | 558  |
|                       |       |       |       |      |      |      |      |      |      |      |      |       |   |      |
| Sonnenstunden (h/d)   | 0,6   | 2,4   | 4,4   | 6,5  | 8,7  | 10,5 | 9,8  | 6,9  | 4,4  | 2,6  | 1,1  | 0,2   | ⌀ | 4,9  |
|                       |       |       |       |      |      |      |      |      |      |      |      |       |   |      |
| Regentage (d)         | 10    | 8     | 8     | 7    | 6    | 7    | 9    | 10   | 10   | 11   | 12   | 11    | Σ | 109  |
|                       |       |       |       |      |      |      |      |      |      |      |      |       |   |      |
| Luftfeuchtigkeit (%)  | 90    | 90    | 88    | 84   | 76   | 71   | 76   | 82   | 86   | 90   | 91   | 92    | ⌀ | 84,6 |

| −16,7 |

| −15,9 |

| −11,4 |

| −4,6 |

| 1,7 |

| 8,4 |

| 11,1 |

| 9,2 |

| 4,6 |

| −0,3 |

| −7,4 |

| −13,8 |

| −16,7 |

| −15,9 |

| −11,4 |

| −4,6 |

| 1,7 |

| 8,4 |

| 11,1 |

| 9,2 |

| 4,6 |

| −0,3 |

| −7,4 |

| −13,8 |

## Bildergalerie

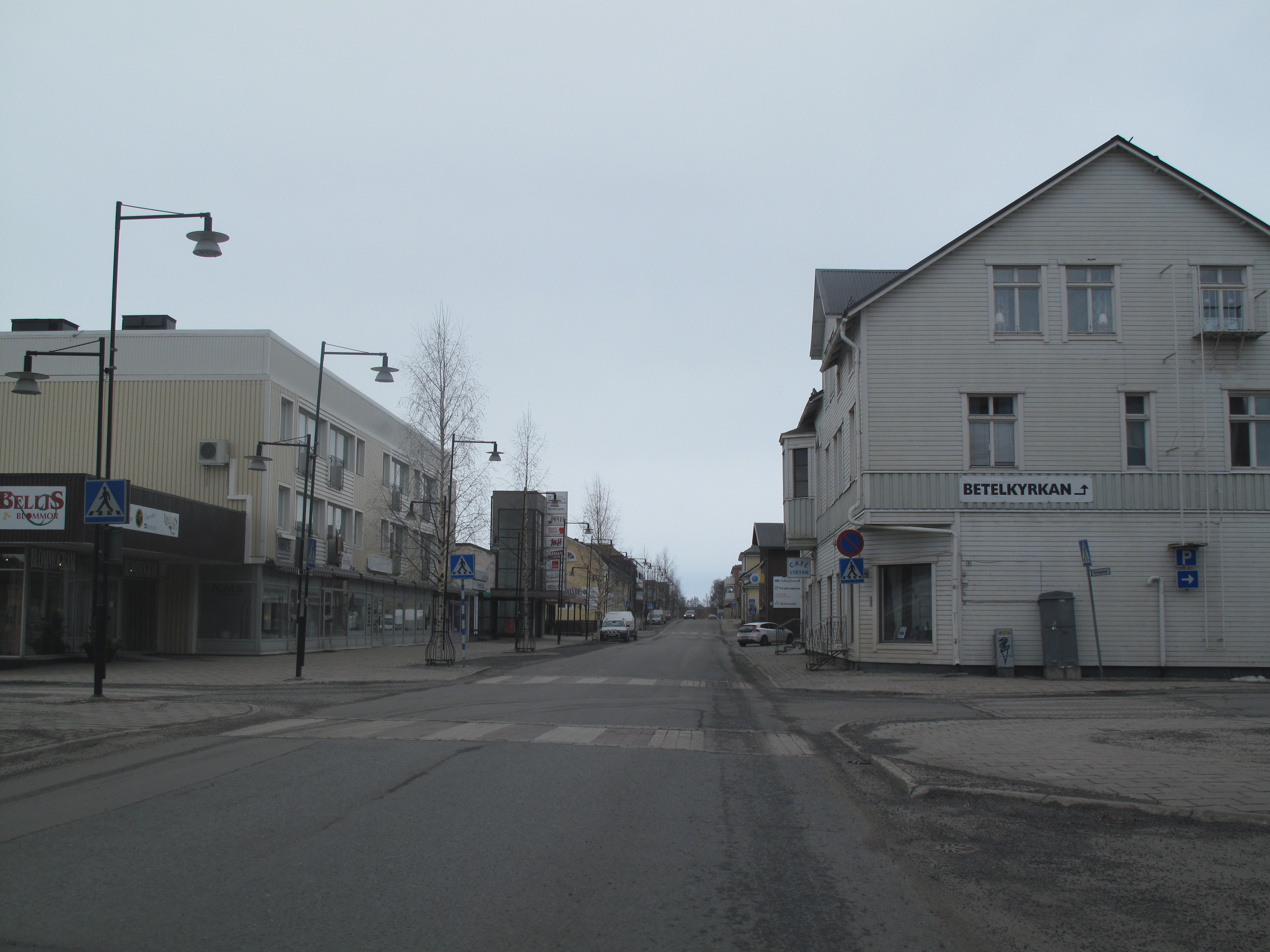
Altes Zentrum (2014)
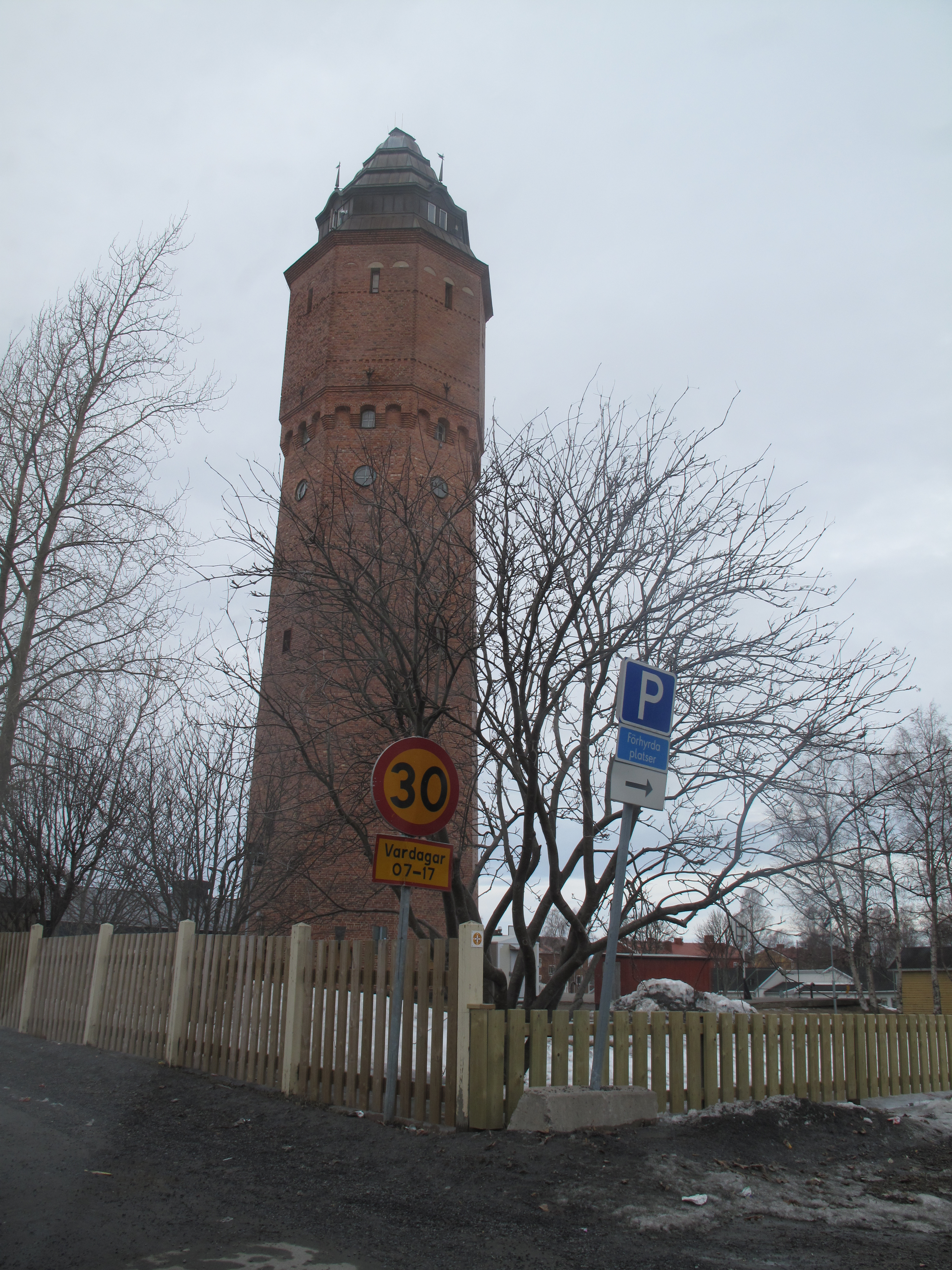
Alter Wasserturm (2014)
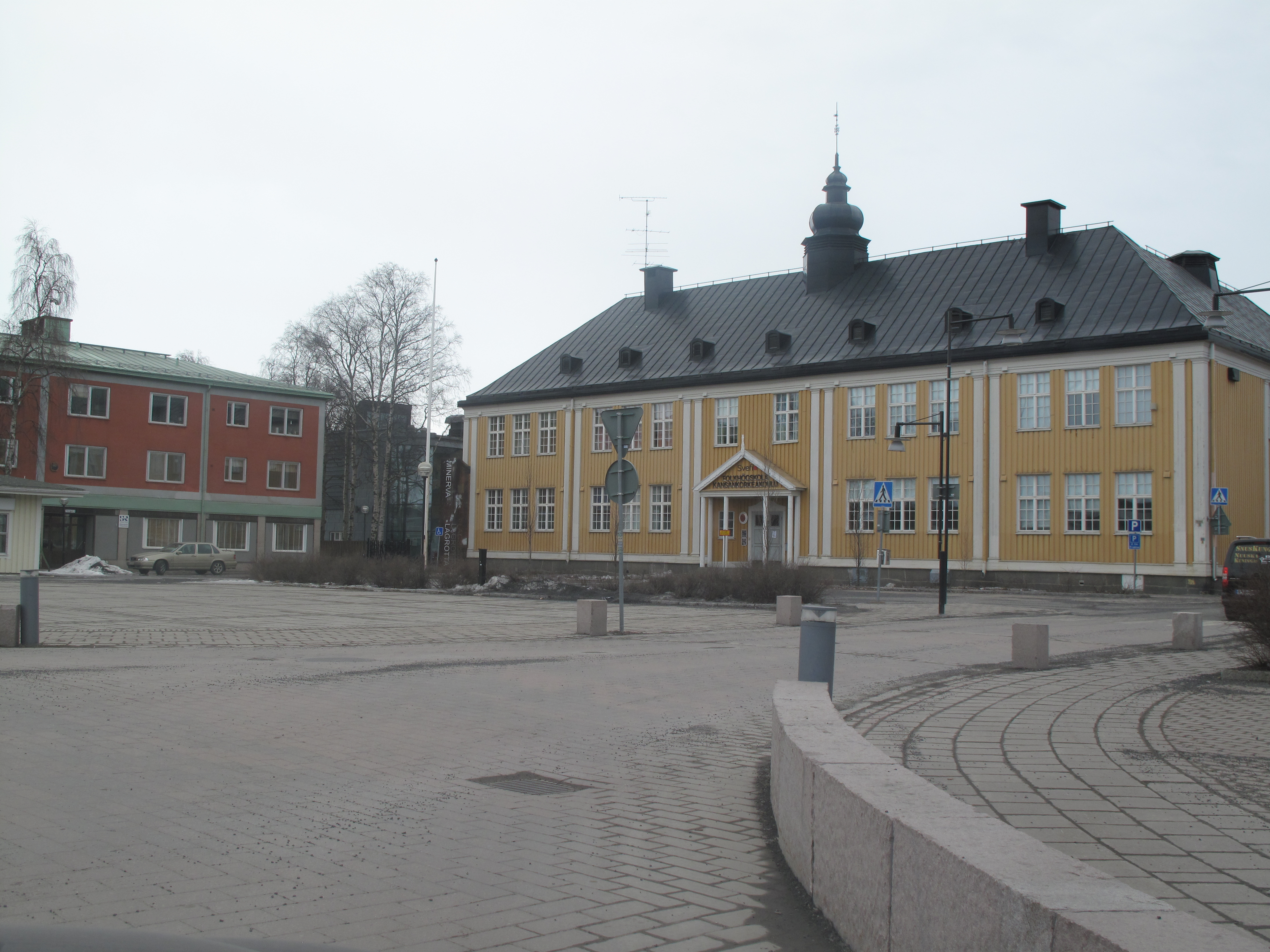
Volkshochschule (2014)
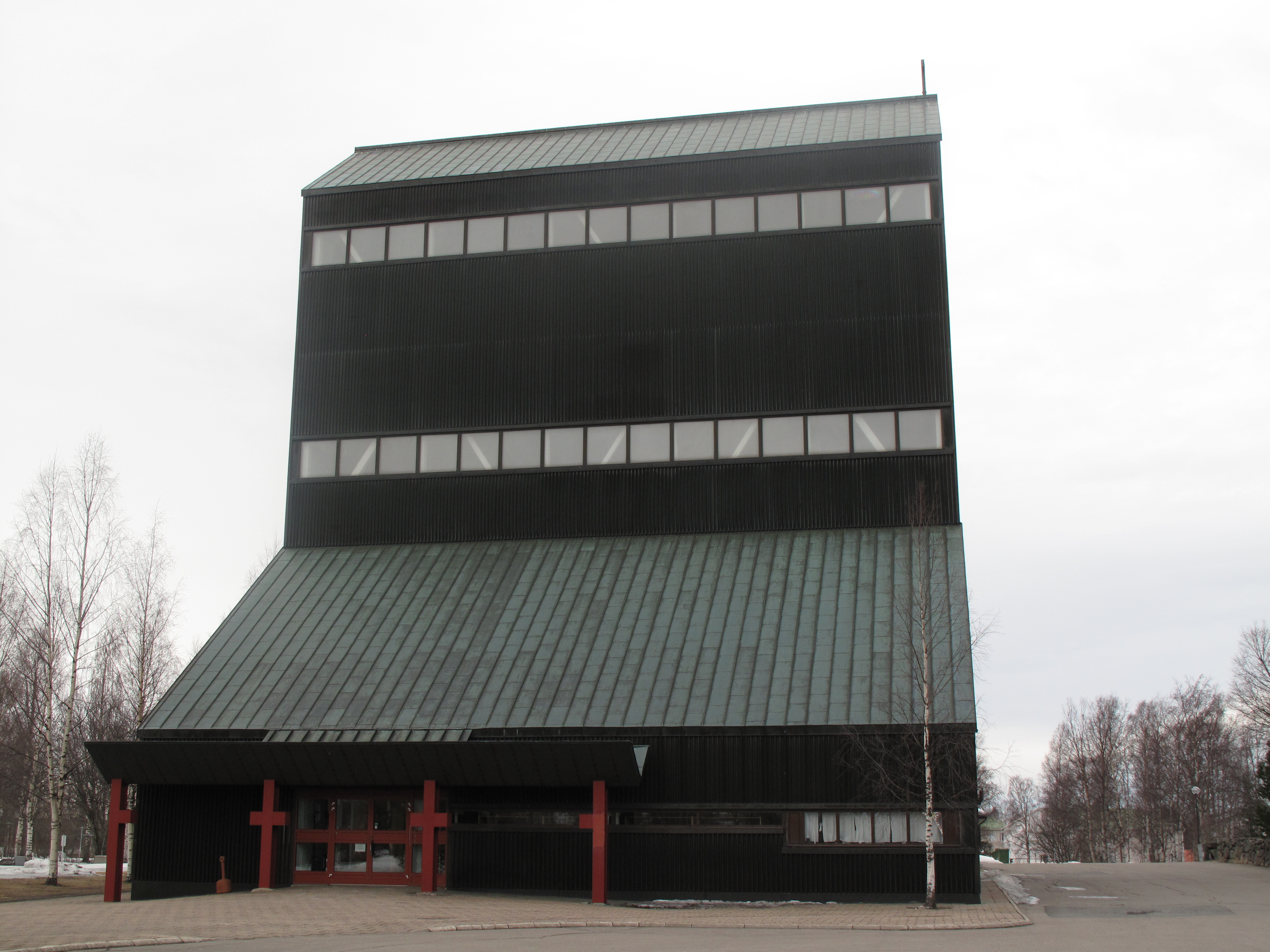
Kirche (2014)
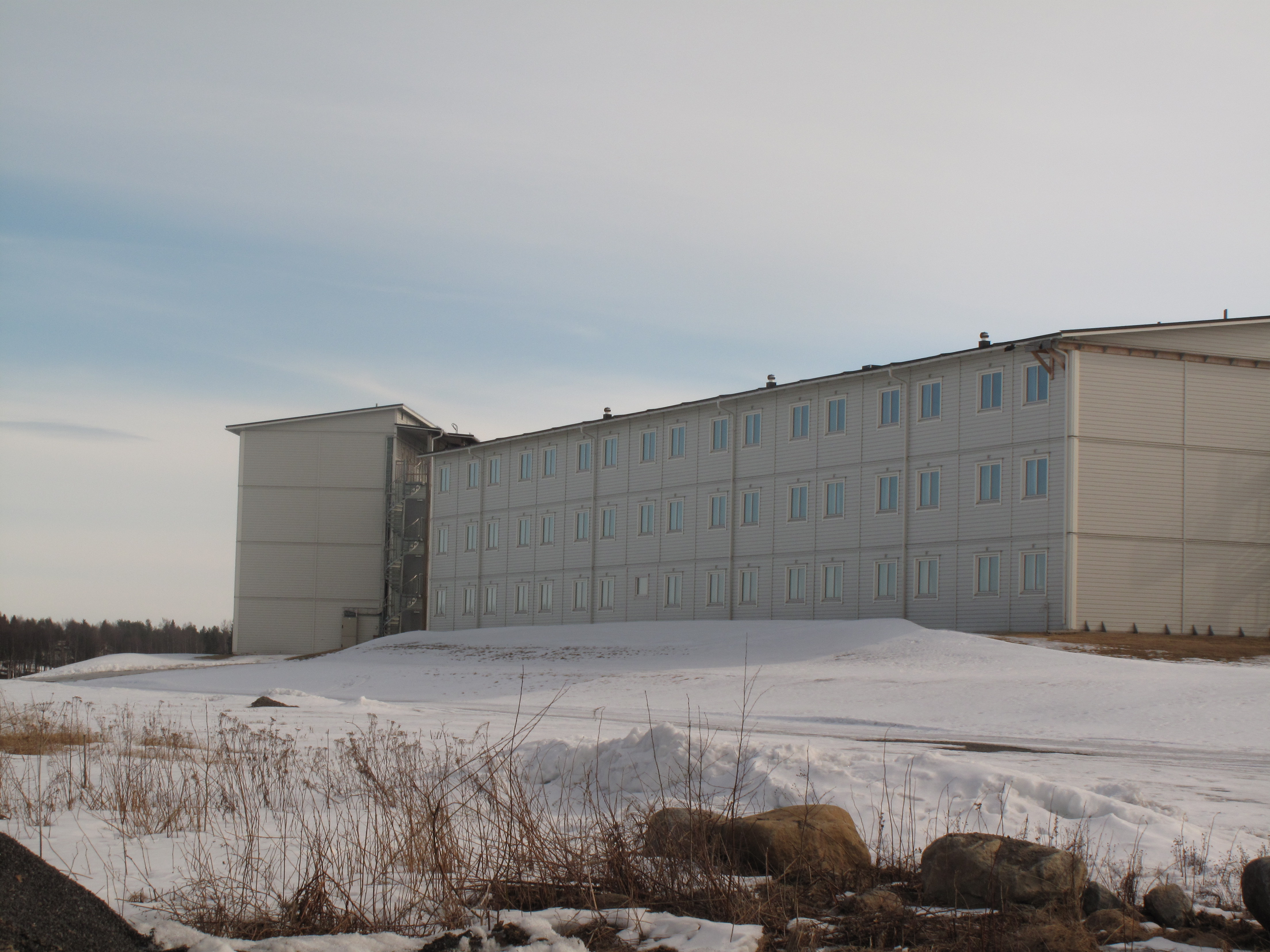
Hotel (2014)